# Слоньчево
Слоньчево (пол. Słończewo) — село в Польщі, у гміні Ґзи Пултуського повіту Мазовецького воєводства.
Населення — 177 осіб (2011).
У 1975-1998 роках село належало до Цехановського воєводства.

## Демографія
Демографічна структура станом на 31 березня 2011 року:
|          | Загалом | Допрацездатний вік | Працездатний вік | Постпрацездатний вік |
| -------- | ------- | ------------------ | ---------------- | -------------------- |
| Чоловіки | 84      | 22                 | 56               | 6                    |
| Жінки    | 93      | 21                 | 52               | 20                   |
| Разом    | 177     | 43                 | 108              | 26                   |